# Súľov-Hradná
Súľov-Hradná (Hongaars:Szulyóváralja) is een Slowaakse gemeente in de regio Žilina, en maakt deel uit van het district Bytča.
Súľov-Hradná telt 929 inwoners.

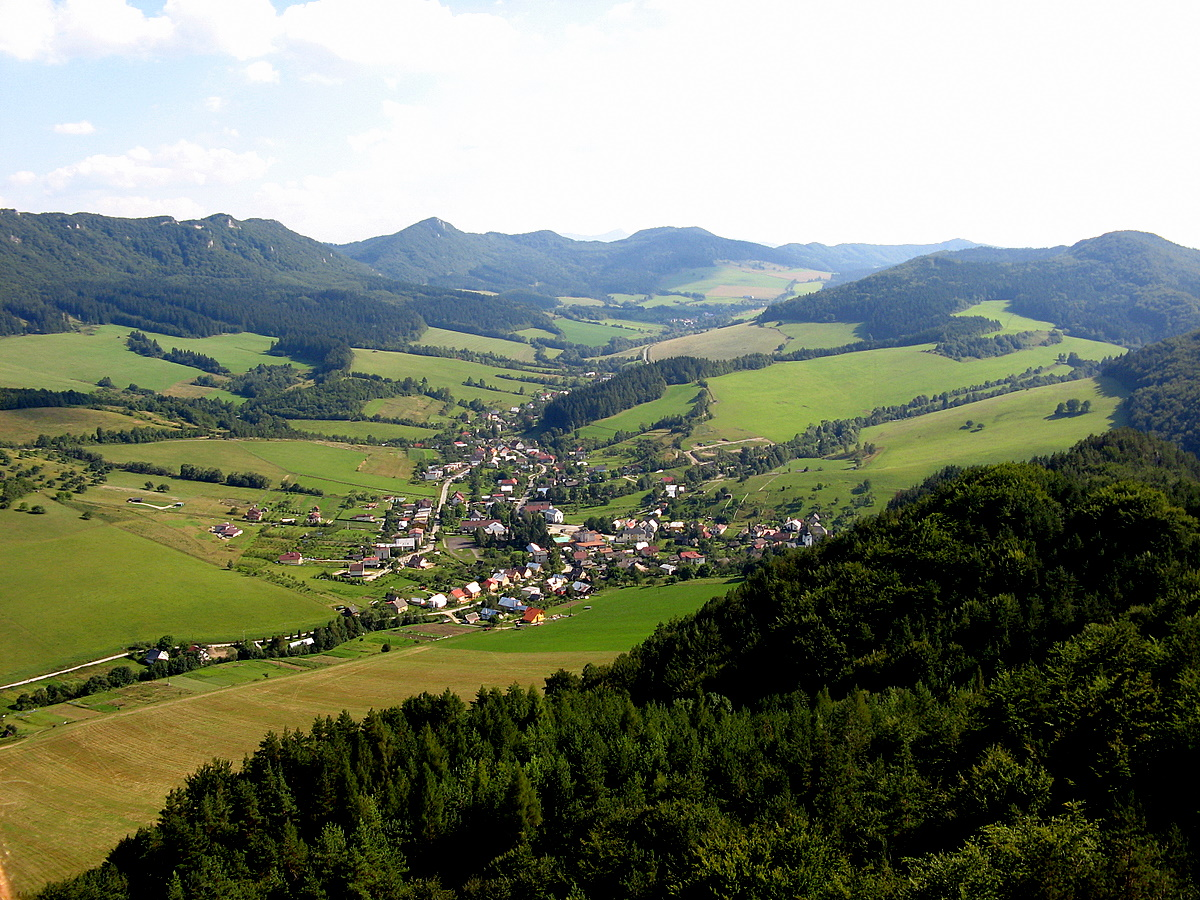
Súľov-Hradná
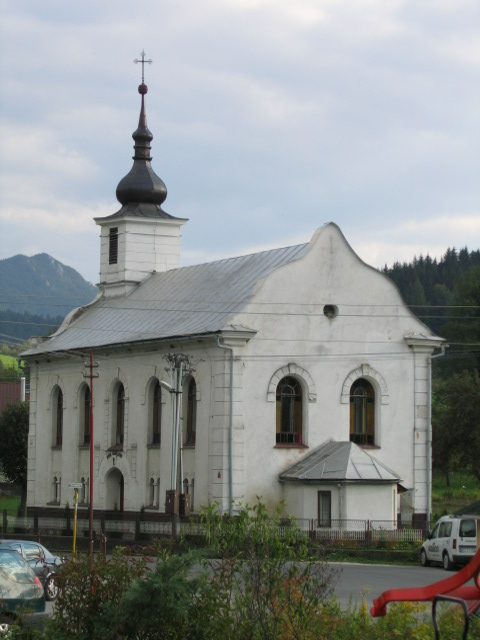
Kerk in Súľov-Hradná